# Банковка
Ба́нковка (рос. Банковка, башк. Банковка) — присілок у складі Стерлібашевського району Башкортостану, Росія. Входить до складу Янгурчинської сільської ради.
Населення — 26 осіб (2010; 26 в 2002).
Національний склад:
- естонці — 35%
- росіяни — 31%